# Pompeo Aldrovandi
Pompeio o Pompeo Marescotto Aldrovandi (Bolonia, 23 de septiembre de 1668 - Montefiascone, 6 de enero de 1752) fue un cardenal de la Iglesia católica.

## Biografía
Estudió leyes en la universidad de Bolonia, y obtuvo un doctorado tanto en cánones como en derecho civil en 1691. Entró en la Curia Romana cinco años más tarde y luego regularmente subió en el escalafón de carrera en la administración. Fue ordenado sacerdote en 1710, sirvió como encargado de negocios en la nunciatura en España a partir de 1712 hasta 1716. En aquel año, fue nombrado arzobispo titular de Neocesarea, y fue designado como Nuncio en España en 1717. Sin embargo, los problemas políticos entre la Santa Sede y el Rey de España condujeron a su llamada, y volvió a Bolonia, donde se quedó hasta la muerte del Papa Clemente XI. En 1729 fue hecho patriarca titular de Jerusalén.
Fue creado cardenal en el consistorio del 24 de marzo de 1734, recibiendo al mes siguiente el capelo y el título de San Eusebio, en cuya dignidad participó en el cónclave de 1740, en el que las votaciones se prolongaron durante cuarenta días porque muchos cardenales siguieron votando a su favor, a pesar de que no se conseguía la mayoría necesaria. En última instancia, el cardenal Lambertini fue elegido Papa y tomó el nombre de Benedicto XIV.
Fallecido a los 83 años, esta sepultado en la Basílica de San Petronio de su ciudad natal.

| Predecesor: Vincenzo Ludovico Gotti | Patriarca de Jerusalén 1729 - 1734 | Sucesor: Tomás Cervini |